# J.M.A. Biesheuvel
Jacob Martinus Arend (Maarten) Biesheuvel (Schiedam, 23 mei 1939 – Leiden, 30 juli 2020), auteursnaam J.M.A. Biesheuvel, was een Nederlandse schrijver. Hij debuteerde in 1972 met de verhalenbundel In de bovenkooi, waarmee hij onmiddellijk naam maakte.

## Levensloop
Biesheuvel studeerde vanaf 1961 rechten aan de Rijksuniversiteit Leiden. Hij werd lid van de studentenvereniging Catena en schreef voor het verenigingsblad en het Leids Universiteits Blad. Hij studeerde af in 1969.
In Biesheuvels werk komt onder andere zijn bijzondere relatie tot uiting met de jurist en essayist Huib Drion en de hoogleraar Russische literatuur Karel van het Reve, wiens colleges hij als bijvakstudent volgde en in wie hij God zag. Hij onderhield met hen een intensieve correspondentie.
De schrijver heeft gewoond aan het Rapenburg, de Nieuwe Rijn en de Brahmslaan. Later nam hij zijn intrek in Kernstraat 9, een houten huis genaamd Sunny Home, eveneens in Leiden. Dit huis staat op de gemeentelijke monumentenlijst.
Biesheuvel was van 1979 tot haar overlijden op 20 november 2018 getrouwd met Eva Gütlich. Zij overleed aan een hersenbloeding. Op 30 juli 2020 overleed Maarten Biesheuvel na een kort ziekbed. Hij werd 81 jaar.

## Werk
Biesheuvel maakte gebruik van allerlei verteltechnieken. Hij parodieert en ironiseert. In zijn debuut rekende hij op speelse wijze af met een verleden waarin een gereformeerde opvoeding, een verblijf in een psychiatrische inrichting en de literatuur (bijvoorbeeld Moby-Dick, Vladimir Nabokov) een grote rol spelen. In de bundel In de bovenkooi verhaalde hij over zijn ervaringen als ketelbinkie in vier van de 26 verhalen: Inwijding, In de bovenkooi, Storm op zee en, de laatste in de bundel, Port Churchill. Naast verhalen met een hoog werkelijkheidsgehalte schreef hij kolderieke, surrealistische vertellingen. Een van zijn bekendste surrealistische vertellingen is het kort verhaal Brommer op zee, dat in meerdere verhalenbundels is opgenomen. In zijn volgende bundels bewees Biesheuvel een meester te zijn in het soms autobiografische, soms gedeeltelijk fictieve verhaal.bron?
Zo komt in de bundel Godencirkel (1986) het korte verhaal Met een been in het graf voor, dat beschrijft hoe een schipper op zee zijn been verliest, dat hij nadien te Katwijk in zijn bijzijn laat begraven. In dit verhaal komen in het bestek van tweeënhalve pagina al zijn thema's samen. Het gegeven werd in 1987 door Maarten Vonder en Tom Löwenthal bewerkt tot een kameropera.
Naast verhalen heeft Biesheuvel ook een aantal gedichten geschreven, waaronder Tussen dieren, tussen mensen.
J.M.A. Biesheuvel publiceerde vooral bij uitgeverij J.M. Meulenhoff. In 2005 stapte hij over naar uitgeverij Van Oorschot, waar in 2008 zijn Verzameld Werk werd uitgegeven. In 2019 verscheen bij uitgeverij Scriptum (Schiedam) de verhalenbundel Een Schiedamse jongen, waarin zijn geboortestad Schiedam een rol speelt.

## Ontvangst
Biesheuvels werk heeft binnen de literaire kritiek altijd op veel bijval kunnen rekenen. In de bovenkooi was een van de meest succesvolle debuten in de naoorlogse Nederlandse literatuur. Gerrit Komrij noemde Biesheuvel in Vrij Nederland een meester in 'absurd cynisme' en in 'surreële logica'. Na zijn bespreking gingen vele andere critici door de jaren heen overstag. In zijn werk werden vooral zijn tegendraadse verteltechniek, zijn licht archaïsche stijl, zijn onstuitbare humor en de ontwapenende eerlijkheid over zijn geestelijke toestand geprezen.bron?
In de jaren tachtig ging men in Biesheuvels verhalen een hoofdpersonage herkennen dat meer en meer gesteld raakte op huis en haard en minder openlijk sprak over zijn levensangst, zoals in de bundel Reis door mijn kamer.
Vanaf 1990 liep Biesheuvels productie door manische depressiviteit ernstig terug en verdween de schrijver uit de aandacht van de literaire kritiek. De schrijver werd in de loop der jaren meerdere malen opgenomen in een psychiatrisch ziekenhuis. Het actualiteitenprogramma EenVandaag portretteerdebron? hem op 4 maart 2015 naar aanleiding van het boekenweekthema Waanzin.

## Onderscheidingen

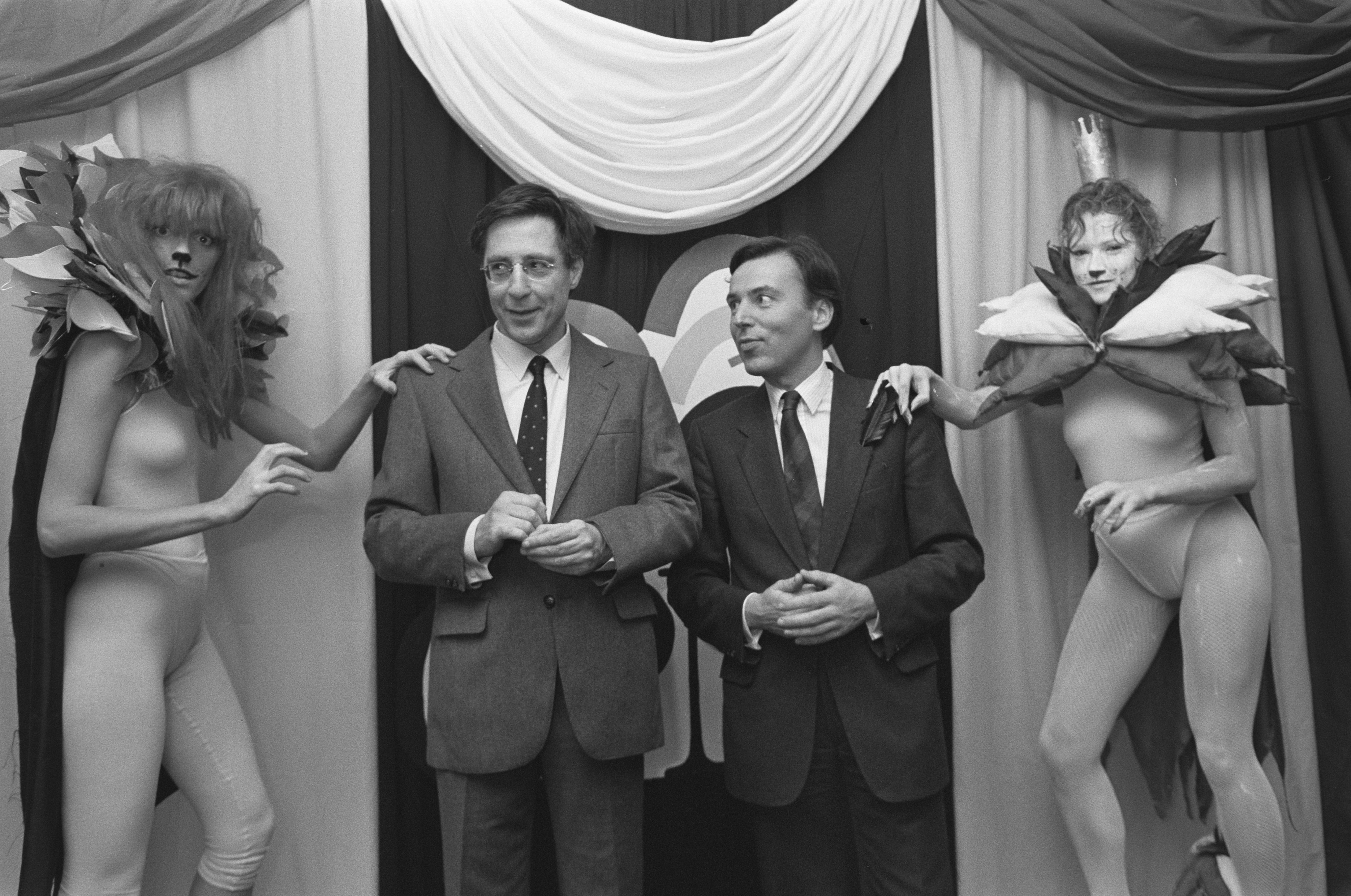
Biesheuvel en minister Brinkman tussen zogenaamde personificaties van de Nederlandse en Vlaamse leeuw (Boekenbal 1988)

In 1985 werd hem de F. Bordewijk-prijs overhandigd. Op 24 mei 2007, één dag na zijn 68e verjaardag, ontving Biesheuvel voor zijn gehele oeuvre de prestigieuze P.C. Hooft-prijs 2007. In april 2008 werd hij benoemd tot Ridder in de Orde van de Nederlandse Leeuw. Eerder, in 1989, was hij al benoemd tot Ridder in de Orde van Oranje-Nassau.
Sinds 2015 bestaat er de J.M.A. Biesheuvelprijs voor de beste korte-verhalenbundel.

## Bestseller 60
| Boeken met noteringen in de Nederlandse Bestseller 60 | Jaar van verschijnen | Datum van binnenkomst | Hoogste positie | Aantal weken | Opmerkingen         |
| ----------------------------------------------------- | -------------------- | --------------------- | --------------- | ------------ | ------------------- |
| Verhalen uit het gekkenhuis                           | 2018                 | 10-10-2018            | 30              | 4            |                     |
| Vroeger schreef ik                                    | 2021                 | 24-02-2021            | 34              | 1            | postuum-uitgebracht |

## Lijstduwer
Voor de Europese Parlementsverkiezingen van mei 2014 en voor de Tweede Kamerverkiezingen van maart 2017 stond Biesheuvel als lijstduwer op de kandidatenlijst van de Partij voor de Dieren.